# Naučná stezka Krajinou povodní
Naučná stezka Krajinou povodní je naučná stezka na území obcí Jeseník nad Odrou, Bernartice nad Odrou a Suchdol nad Odrou v okrese Nový Jičín v Moravskoslezském kraji. Nachází se také na levém břehu řeky Odra v nížině Oderská brána a na Moravě. Stezka je celá v Chráněné krajinné oblasti Poodří a okrajově také v Přírodní památce Meandry Staré Odry.

## Historie a popis
Naučná stezka Krajinou povodní je zaměřena na přírodu a péčí biologicky cenného území podél meandrů a nivy v záplavové oblasti řeky Odry. Naučná stezka se nachází v nejjižnější části CHKO Poodří a obvykle několikrát ročně bývá zaplavena, což výrazně formuje místní geomorfologii a životní prostředí. Délka trasy je necelých 5 km s minimálním převýšením a 8 (uváděno i 9) zastávkami s informačními panely. Stezka byla postavena v říjnu 2014. Trasa Jesenický rybník - přírodní památka Meandry Staré Odry - Bernartice nad Odrou (s možnou odbočkou u mostu) - památný Dub u Lesního mlýna - nádraží Suchdol nad Odrou. Informační panely jsou vytvořeny formou komiksu a místy obohacené o interaktivní prvky či praktické ukázky, např. zvonkohra, větve ohlodané bobrem evropským nebo různé horniny.

## Další informace
Stezka je celoročně volně přístupná a vede po polních cestách. Část trasy Naučná stezka Krajinou povodní je součástí dálkových tras, Evropská dálková trasa E3, Stezka Českem, via Czechia - severní část a naučné stezky Novojičínská kopretina.

## Galerie

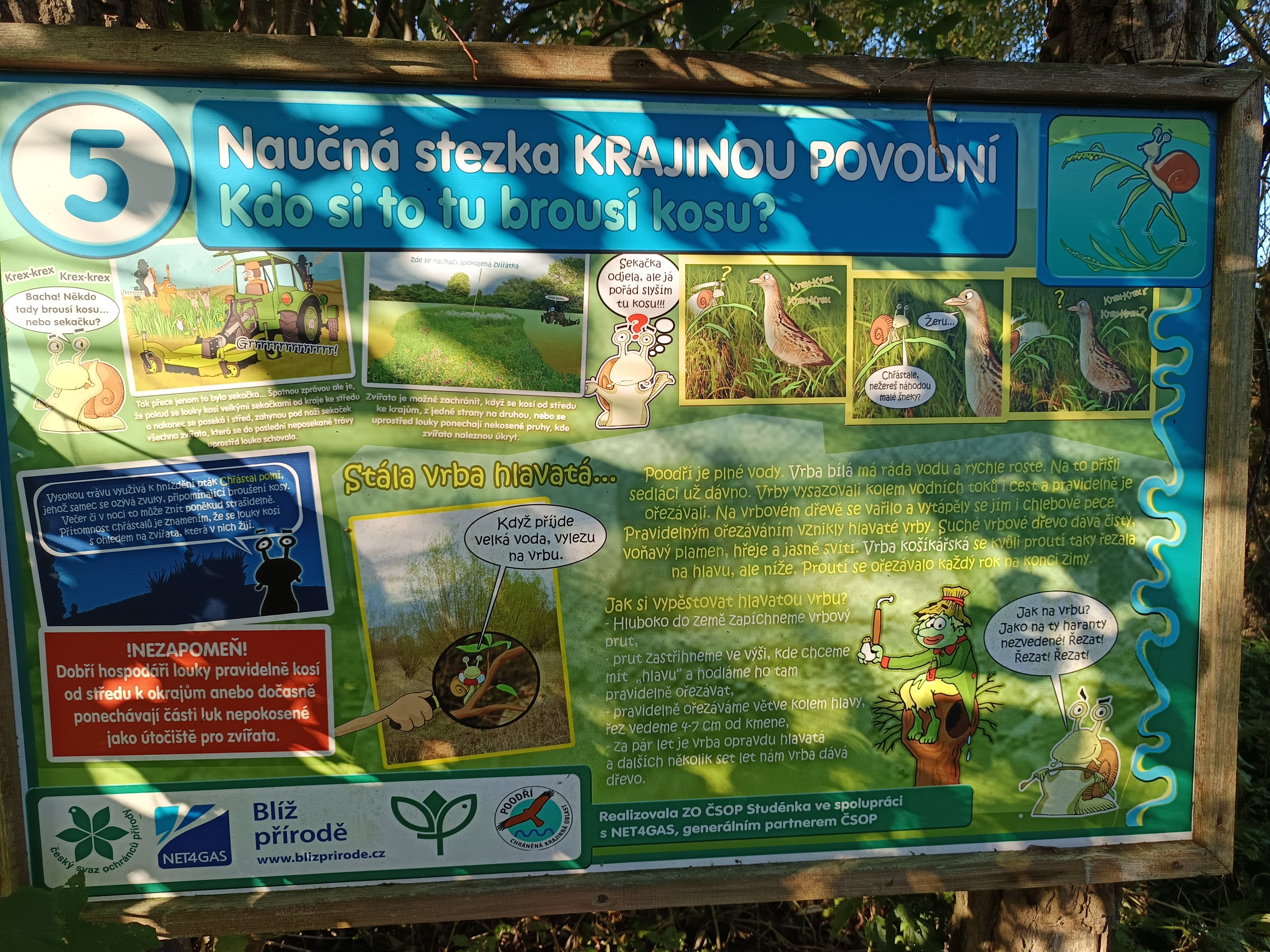
5. zastavení
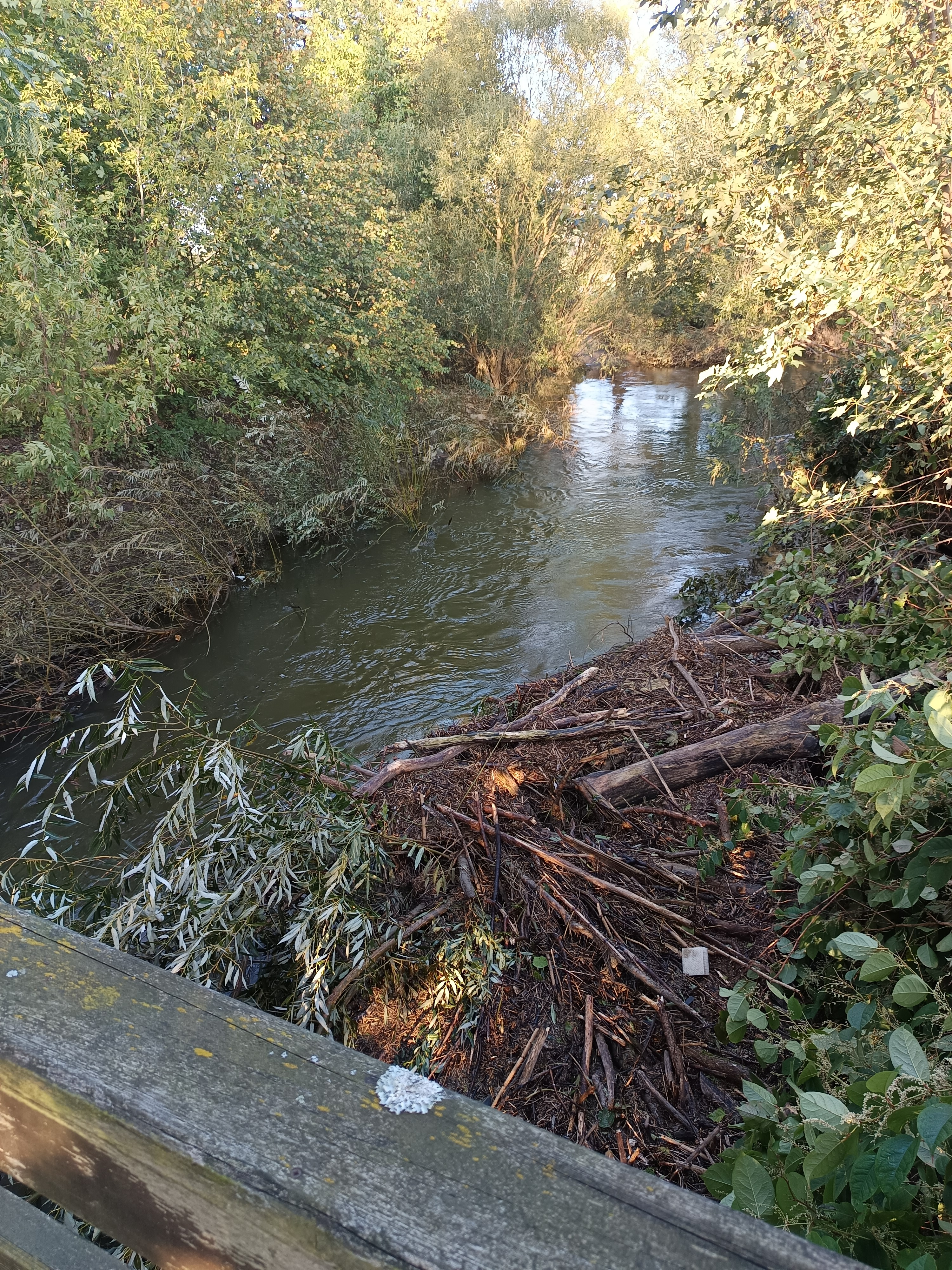
Řeka Odra, Jeseník nad Odrou